# Лудвиг Фојербах
Лудвиг Андреас фон Фојербах (Ландсхут, Свето римско царство, 28. јул 1804 — Рехенберг, Немачко царство, 13. септембар 1872) је био немачки филозоф и антрополог. Био је четврти син познатог правника Пола Јохана Анселма Ритера фон Фојербаха, брат математичара Карла Вилхелма Фојербаха и стриц сликара Анселма Фојербаха. Фојербах је био политички либерал, атеиста и материјалиста. Многи од његових филозофских радова представљају критичку анализу хришћанства. Фојербах је допринео развоју дијалектичког материјализма, а често се помиње као мост између Хегела и Маркса. Утицао је на Ричарда Вагнера, и Фридриха Ничеа.
Као сарадник младохегелијанских кругова, Фојербах се залагао за атеизам и антрополошки материјализам. Многи од његових филозофских списа понудили су критичку анализу религије. Његова мисао је била утицајна у развоју историјског материјализма.

## Галерија
- Кенотаф са цитатом: Човек створио Бога у свом лику.
- Плакета од вајара Фридрих Карл Задов
- Кенотаф са цитатом: Да ли добро вољи народа.

## Радови
- De ratione una, universali, infinita (1828) (inaugural dissertation) (digitized by Google from the library of Ghent University).
- Gedanken über Tod und Unsterblichkeit (1830).
- Geschichte der neuern Philosophie von Bacon von Verulam bis Benedict Spinoza. Ansbach: C. Brügel. 1833. Приступљено 2012-02-05.
- Abälard und Heloise, Oder Der Schriftsteller und der Mensch (1834).
- Kritik des Anti-Hegels (1835). 2nd edition, 1844. University of Michigan; University of Wisconsin.
- Geschichte der Neuern Philosophie; Darstellung, Entwicklung und Kritik der Leibniz'schen Philosophie (1837). University of Wisconsin.
- Pierre Bayle (1838). University of California.
- Über Philosophie und Christenthum (1839).
- Das Wesen des Christenthums (1841). 2nd edition, 1848 (online).
  - The Essence of Christianity (1854). Tr. Marian Evans. St. Mary's. 2nd edition, 1881. Oxford.
- Grundsätze der Philosophie der Zukunft (1843). Gallica.
- Vorläufige Thesen zur Reform der Philosophie (1843).
- Das Wesen des Glaubens im Sinne Luther's (1844). Harvard.
- Das Wesen der Religion (1846). 2nd edition, 1849. Stanford.
- Erläuterungen und Ergänzungen zum Wesen des Christenthums (1846).
- Ludwig Feuerbach's sämmtliche Werke (1846–1866).
  - Volume 1, 1846. Gallica; NYPL.
  - Volume 2, 1846. Gallica.
  - Volume 3, 1847. Gallica; NYPL. 1876, Oxford.
  - Volume 4, 1847. Gallica; Oxford.
  - Volume 5, 1848. Gallica; NYPL.
  - Volume 6, 1848. Gallica; NYPL.
  - Volume 7, 1849. Gallica; Oxford.
  - Volume 8, 1851. Gallica; NYPL.
  - Volume 9, 1857. Gallica; NYPL.
  - Volume 10, 1866. Gallica; NYPL.
- Ludwig Feuerbach in seinem Briefwechsel und Nachlass (1874). 2 volumes. Oxford. Vol. 1. NYPL. Vol. 2. NYPL.
- Briefwechsel zwischen Ludwig Feuerbach und Christian Kapp (1876). Harvard; Oxford.